# George MacFarlane

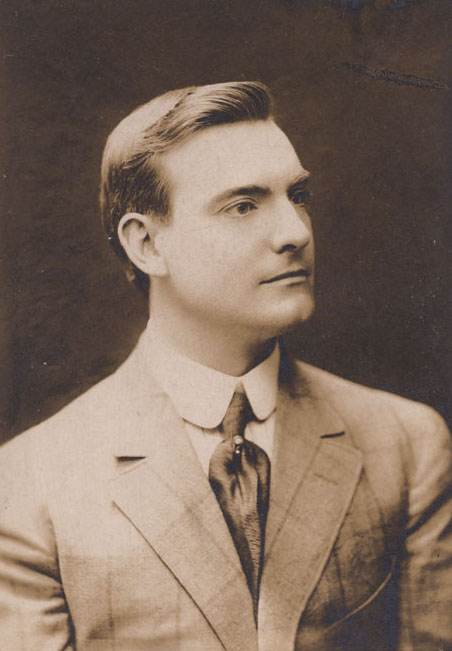
George MacFarlane

George Jarvis MacFarlane (* 17. November 1878 in Kingston/Ontario; † 22. Februar 1932 in Los Angeles) war ein US-amerikanischer Sänger (Bariton) und Schauspieler kanadischer Herkunft.

## Leben
MacFarlane war das jüngste von sechs Kindern schottischer Einwanderer in Kanada. Ohne formale musikalische Ausbildung trat er um die Jahrhundertwende in Ontario in Operetten u. a. von Gilbert und Sullivan auf. 1904 debütierte er am Broadway in dem Musical The Girl and the Bandit.  Hier lernte er die Sängerin Viola Gillette kennen, die seine Ehefrau wurde. Mit Billy Murray trat er um diese Zeit als eccentric singing an talking comedians auf.
1909 spielte er unter Leitung von Jefferson De Angelis am Herald Square Theatre den Jacques Baccarel in Reginald De Kovens The Beauty Spot, das mit 137 Aufführungen in einer Saison eines der erfolgreichsten Musicals am Broadway wurde. Nach Operetten von Gilbert und Sullivan sang er 1913 in Miss Caprice, einem Remake von Leo Falls Operette Der liebe Augustin. Jerome Kerns Look in Her Eyes wurde Macfarlanes größter Hit in diesem Musical.
1914 trat er zur Eröffnung des New Yorker  44th Street Theatre in der Operette The Midnight Girl auf, die über 100 Aufführungen hatte und ihm die Hits Your Eyes und Can't You Hear Me Calling, Caroline? brachte; letzterer erschien 1915 bei Victor Records.
Zwischen 1914 und 1921 hatte Macfarlane zahlreiche weitere Erfolge am Broadway. Daneben nahm er Schallplatten bei Victor Records auf und wirkte 1917 erstmals an einem Film mit. In Webb Singing Pictures sangen er, Enrico Caruso und andere hinter der Leinwand, während ihre Rollen von Schauspielern auf der Leinwand dargestellt wurden.
Über MacFarlaines Aktivitäten in den 1920er Jahren ist wenig Genaues bekannt, ab 1929 taucht er in fünfzehn Spielfilmen als Schauspieler und Sänger auf, darunter Frozen Justice und dem Krimidrama The Famous Ferguson Case. 1932 kam MacFarlane, gerühmt als „America's Favorite Baritone“, bei einem Autounfall ums Leben.